# Robbie Haemhouts
Robbie Haemhouts (Brasschaat, 9 december 1983) is een voormalige Belgisch betaald voetballer die bij voorkeur als aanvallende middenvelder speelde. Hij tekende in juni 2016 een contract tot medio 2019 bij NAC Breda, dat hem transfervrij overnam van Willem II.

## Clubcarrière
Haemhouts speelde voor de Zwarte Leeuw en werd daar ontdekt door NAC. Bij NAC debuteerde hij in het seizoen 2001/2002, maar doorbreken in het eerste elftal deed hij niet. In drie seizoenen speelde hij vijf wedstrijden in de hoofdmacht. Hij vertrok in 2004 naar FC Den Bosch, in eerste instantie een jaar op huurbasis en vervolgens definitief. In 2007 verkaste Haemhouts vervolgens transfervrij naar FC Emmen. Drie seizoenen op rij speelde hij in de Eerste divisie bij verschillende clubs, tot hij in juli 2011 een contract tekende bij Willem II, waar hij in zijn eerste seizoen direct tot 32 optredens in de competitie kwam, waarin hij vijfmaal trefzeker was. Met Willem II won Haemhouts in het seizoen 2013/14 de Eerste divisie, waardoor de club promotie afdwong naar de hoogste voetbalcompetitie van Nederland. In juni 2016 keerde Haemhouts terug bij NAC, dat toen speelde in de eerste divisie. Hij tekende een contract voor drie jaar. In een seizoen met up en downs bleef hij als enige speler op het middenveld staan na de trainerswissel en hij werd zelfs aanvoerder. Op 30 maart 2017 werd hij voor het eerst vader van een dochter. De dag na de geboorte scoorde hij een wondergoal in de met 0-4 gewonnen uitwedstrijd bij koploper VVV Venlo. op 4 januari 2019 stopte hij met voetballen. 

## Clubstatistieken
| Seizoen   | Club                  | Competitie     | Duels | Goals |
| --------- | --------------------- | -------------- | ----- | ----- |
| 2001/2002 | NAC                   | Eredivisie     | 1     | 0     |
| 2002/2003 | NAC                   | Eredivisie     | 2     | 0     |
| 2003/2004 | NAC                   | Eredivisie     | 2     | 0     |
| 2004/2005 | → FC Den Bosch (huur) | Eredivisie     | 27    | 0     |
| 2005/2006 | FC Den Bosch          | Eerste divisie | 32    | 4     |
| 2006/2007 | FC Den Bosch          | Eerste divisie | 25    | 4     |
| 2007/2008 | FC Emmen              | Eerste divisie | 32    | 3     |
| 2008/2009 | FC Emmen              | Eerste divisie | 22    | 2     |
| 2009/2010 | FC Omniworld          | Eerste divisie | 37    | 9     |
| 2010/2011 | Helmond Sport         | Eerste divisie | 32    | 6     |
| 2011/2012 | Willem II             | Eerste divisie | 32    | 5     |
| 2012/2013 | Willem II             | Eredivisie     | 22    | 3     |
| 2013/2014 | Willem II             | Eerste divisie | 33    | 1     |
| 2014/2015 | Willem II             | Eredivisie     | 31    | 5     |
| 2015/2016 | Willem II             | Eredivisie     | 16    | 1     |
| 2016/2017 | NAC Breda             | Eerste divisie | 27    | 5     |
| 2017/2018 | NAC Breda             | Eredivisie     | 0     | 0     |
| 2018/2019 | NAC Breda             | Eredivisie     | 0     | 0     |
| Totaal:   |                       |                | 373   | 48    |

Bijgewerkt tot/en met 14 juli 2021.